# Saarijärvi (sjö i Tammerfors, Birkaland)
Saarijärvi är en sjö i kommunen Tammerfors i landskapet Birkaland i Finland. Arean är 13 hektar och strandlinjen är 2,51 kilometer lång.  Den  ingår i Kumo älvs huvudavrinningsområde.  Sjön ligger omkring 14 kilometer nordöst om Tammerfors och omkring 170 kilometer norr om Helsingfors. 
I sjön finns ön Rajasaari. 